# Gesellschaft für europäische Wirtschaftsplanung und Großraumwirtschaft
Die Gesellschaft für europäische Wirtschaftsplanung und Großraumwirtschaft e.V. (GeWG) war eine Einrichtung, die im September 1939 von dem Leiter der Abteilung Außenhandel im Außenpolitischen Amt der NSDAP, Werner Daitz, in Dresden gegründet wurde.

## Aufgabe der Gesellschaft
Diese Gesellschaft hatte die Aufgabe, die im Rahmen der Expansion des NS-Regimes erfolgte Ausdehnung ihres Machtbereichs auf andere europäische Länder durch eine Konzeption der „Neuordnung Europas“ und der Herausbildung von Methoden zur Bildung eines europäischen „Großwirtschaftsraums“ unter deutscher Führung zu untermauern (vgl. Nationalsozialistische Europapläne).
Die Satzung dieser Gesellschaft sah eine planmäßige Förderung der wirtschaftlichen und kulturellen Zusammenarbeit der Völker und Staaten vor sowie die Erforschung volkswirtschaftlicher Strukturen und der Möglichkeiten einer gegenseitigen Ergänzung samt ihren Lebensgrundlagen.
Als weitere Fortsetzung dieser Aktivitäten entstand aus dieser Gesellschaft im Februar 1941 das „Zentralinstitut für nationale Wirtschaftsplanung, Wirtschaftslenkung und Großraumwirtschaft e.V.“ mit Sitz in Dresden, welches 1942 „Zentralforschungsinstitut für nationale Wirtschaftsordnung und Großraumwirtschaft“ genannt wurde.
Die Gesellschaft entwickelte offenbar ihr eigenes Umfeld der Tätigkeiten. Sie baute auf der Ebene der Gaue Wirtschaftsbeiräte auf. Zum Beginn des Jahres 1942 war der Aufbau von Strukturen unterhalb der Gaue geplant. Am 15. Januar 1942 untersagte jedoch die Reichsgruppe Industrie in einem Rundschreiben weitere Entwicklungen dieser Art von Strukturbildungen.
Die GeWG veröffentlichte in einer Zeitschrift die Beiträge der Beratungen der Gesellschaft und ihre Geschäftstätigkeiten.

## Struktur der GeWG im Jahre 1942

### Vorstand
- Werner Daitz, Gesandter und Präsident
- Ralf Brockhausen, erster Vorsitzender
- Alexander Bertelsson, stellvertretender Vorsitzender und Hauptgeschäftsführer

### Führerring
Der Führerring hatte die Aufgabe, die Gesellschaft im Sinne ihrer Zielsetzung auszurichten.
- Werner Daitz, Präsident des Führerringes

Weitere Angehörige des Führerringes waren u. a.:
- Staatssekretär Friedrich Alpers im Reichsforstamt
- Staatssekretär Herbert Backe, Reichsbauernführer
- Ministerialdirektor Werner Best, Kriegsverwaltungschef in Paris
- Ministerialdirektor und Staatsrat Wilhelm Börger, Reichsarbeitsministerium
- Staatssekretär Roland Freisler, Reichsjustizministerium
- Ministerpräsident a. D. Walter Granzow, Präsident der Deutschen Rentenbank
- Admiral Otto Groos, Oberkommando der Wehrmacht (OKW)
- Ministerialrat Martin Hammitzsch, Direktor der Staatsbauschule Dresden
- Ministerialdirektor Heinrich Hunke, vom Reichsministerium für Volksaufklärung und Propaganda, später (nach 1945) Ministerialdirigent des Landes Niedersachsen (BRD)
- Staatssekretär a. D. Wilhelm Kleinmann
- Staatssekretär i.W. Gustav Koenigs
- Ministerialdirigent Wilhelm Marotzke, Stab des Reichsmarschalls Hermann Göring
- Ministerialdirektor Willy Meerwald, persönlicher Referent von Adolf Hitler
- Ministerialdirektor Rudolf Mentzel, Präsident der Deutschen Forschungsgemeinschaft
- Staatssekretär Hermann Muhs, Reichsstelle für Raumordnung
- Ministerialdirektor Willi Parchmann, Reichsforstamt
- Reichshauptamtsleiter Hermann Reischle, Hauptamt „Blut und Boden“ im Reichsamt für Agrarpolitik
- Generalkommissar Claus Selzner, Generalkommissariat Dnepropetrowsk
- Staatssekretär Wilhelm Stuckart, Reichsministerium des Innern
- Staatssekretär Friedrich Syrup, Reichsarbeitsministerium
- Staatssekretär Hans von Tschammer und Osten, Präsident der Deutsch-Italienischen Gesellschaft
- Theodor Vahlen, Präsident der Preußischen Akademie der Wissenschaften

### Wissenschaftlicher Beirat
Dieser Beirat hatte die Aufgabe, die Forschungs- und Planungsarbeiten zu fördern und zu unterstützen. Ihm gehörten u. a. an:
- Theodor Vahlen, als Vorsitzender
- Andreas Predöhl, Direktor des Instituts für Weltwirtschaft an der Universität Kiel, stellvertretender Vorsitzender
- Wilhelm Hedemann, Direktor am Institut für Wirtschaftsrecht an der Universität Berlin
- Franz Heske, Direktor am Reichsinstitut für ausländische und koloniale Forstwirtschaft in Reinbek
- Reinhard Höhn, Direktor am Institut für Staatsforschung an der Universität Berlin
- Ernst Kelter, Direktor am Seminar für Wirtschaftsgeschichte an der Universität München
- Walter Lörch, Direktor des Mitteleuropa-Instituts in Dresden
- Fritz Rörig, Direktor am Historischen Seminar an der Universität Berlin
- Erwin Scheu, Rektor der Handelshochschule Königsberg
- Carl Schmitt, Staatsrat, Mitglied der Akademie für Deutsches Recht
- Karl Christian Thalheim, Direktor des Weltwirtschaftsinstituts an der Handelshochschule Leipzig

## Veröffentlichungen
- Karl Krüger: Die Motorisierung Rußlands, Dresden 1940
- Walter von Molo: Ein Deutscher ohne Deutschland. Friedrich List-Roman. Hamburg 1940
- Das neue Europa. Beiträge zur nationalen Wirtschaftsordnung und Grossraumwirtschaft. Dresden 1941[1]
- Carlo Scarfoglio: England und das Festland. Geleitwort: Werner Daitz. Reihe: Das neue Europa. Schriftenreihe der Gesellschaft für europäische Wirtschaftsplanung, 2. Hg.: Gesellschaft für europäische Wirtschaftsplanung und Großraumwirtschaft, Leipzig 1941[2]
- Hans S. von Heister: Nationale Wirtschaftsordnung und Grossraumwirtschaft. Leipzig 1942[3]
- Felix Kühl (Bearb.): Mitteilungen des Zentralforschungsinstituts für Nationale Wirtschaftsordnung und Großraumwirtschaft.[4] 1943. Hg. Zentralforschungsinstitut für Nationale Wirtschaftsordnung und Großraumwirtschaft in Dresden.[5]

## Sekundärliteratur
- Dieter Fricke (Hrsg.): Lexikon zur Parteiengeschichte. Band 3. Leipzig 1985
- Mitteilung der Zusammensetzung von Vorstand, Führerring und wissenschaftlichem Beirat der 'Gesellschaft für europäische Wirtschaftsplanung und Großraumwirtschaft e.V' im Jahre 1942, in: Reinhard Opitz (Hrsg.): Europastrategien des deutschen Kapitals 1900–1945, Köln 1977, ISBN 3-7609-0225-1
- Daniela Kahn: Die Steuerung der Wirtschaft durch Recht im nationalsozialistischen Deutschland. Das Beispiel der „Reichsgruppe Industrie“. Frankfurt 2006
- Gunnar Take: Forschen für den Wirtschaftskrieg. Das Kieler Institut für Weltwirtschaft im Nationalsozialismus, Berlin 2019, S. 184–190 (Kapitel 9.6 Einsatz für die „Europäische Großraumwirtschaft“).

## Notizen
1. ↑  Autoren: Werner Daitz, Theodor Vahlen, Gerhard Gebhardt, Willi Parchmann, Franz Heske, Walter Hübener, Wilhelm Kleinmann, Gustav Koenigs, Carl August Frhr. von Gablenz; Rudolf Hoffmann: Die Planung des Reichsautobahnnetzes.; Karl Krüger, Carl Clodius, Andreas Predöhl, Karl Christian Thalheim, Bruno Kiesewetter, Karl Schiller, später Minister in der Bundesrepublik Deutschland auf Bundesebene: Von Handelsverträgen zu Wirtschaftsverträgen.; Erwin Scheu, Martin Pfannschmidt, Gerhard Knoll, Fritz Rörig, Johannes Klöcking, Carlo Scarfoglio. Themen sind u. a.: Zur europäischen Marktordnung; Zur europäischen Verkehrsordnung; Zur europäischen Wirtschafts- und Handelspolitik; Zur europäischen Lebens- und Raumgestaltung; Zur Geschichte der europäischen Großraumwirtschaft
2. ↑  Carlo Scarfoglio war ein Anhänger des Faschisten Ezra Pound
3. ↑  Inhalt: Klaus-Wilhelm Rath: Auf dem Wege zur völkischen Wirtschaftsordnung; Werner Daitz: Echte und unechte Großräume. Gesetze des Lebensraumes; Roland Freisler: Vom Recht der europäischen Ordnung; Reinhard Höhn: Reich, Großraum, Großmacht; Wolfram Doellen: Die Bedeutung des Ostlandes für die europäische Großraumwirtschaft; Heinrich Bechtel: Lebensstil und Wirtschaftsstil kolonialer Frühzeiten des 16. und 17. Jahrhunderts
4. ↑  dieses war ein konkurrierendes Institut
5. ↑  Mit einem Vermerk: "Nicht zur Veröffentlichung." Autoren: Werner Daitz, Friedrich Lenz, Thorwald Knudsen, Adolf Ratenieks, Johann von Leers, Hans S. von Heister, Karl Christian Thalheim, Arno Sölter, Eugen von Mickwitz, Walter Weigmann, Alexander Bertelsson, Jürgen von Kempski und der Hg.- Kempski bespricht auf 5 Seiten die Zs. "Reich, Volksordnung, Lebensraum" des Daitz u. a. und er diskutiert die Großraum-Definition bei Carl Schmitt. Daitz betrachtet er "kritisch", was auf geringe Unterschiede unter den Nationalsozialisten schließen lässt.